# جان باتيست كلود أوجين ويليام
جان باتيست كلود أوجين ويليام (بالفرنسية: Eugène Guillaume)‏ هو بروفيسور فرنسي، ولد في 4 يوليو 1822 في مونبارد في فرنسا، وتوفي في 1 مارس 1905 في روما في إيطاليا.